# 蒼羚
蒼羚（學名：Nanger dama）是羚羊亞科下的一種。早前是瞪羚屬（Gazella）的一種，但目前已改置於Nanger屬內。生活於非洲撒哈拉沙漠內，於旱季時會遷往南方找尋食物，雨季時則回到北方境內。偷獵及棲地的破壞使牠們的數目大幅減少，牧群數目也變得狹小。

## 描述
主要為淡褐色，但頭部、臂部而至腹部並延伸至四肢均為白色，頸上有一白點。蒼羚有一亞種——Nanger dama mhorr，已經在野外滅絕。過去一個世紀，蒼羚的數目急劇減少了80%，因此在IUCN紅色名錄內列為極危物種，相信總種群數目少於2000頭。由於其所在的國家相當貧窮，對動物的保育不足，即使在國家公園內的個體也因監管不足而備受偷獵的威脅。目前在非洲及美國的動物園內有圈養。

## 外部連結
- The Living Desert - Mhorr Gazelle

## 圖庫

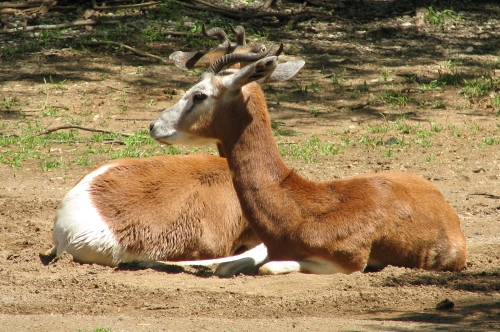
蒼羚亞種
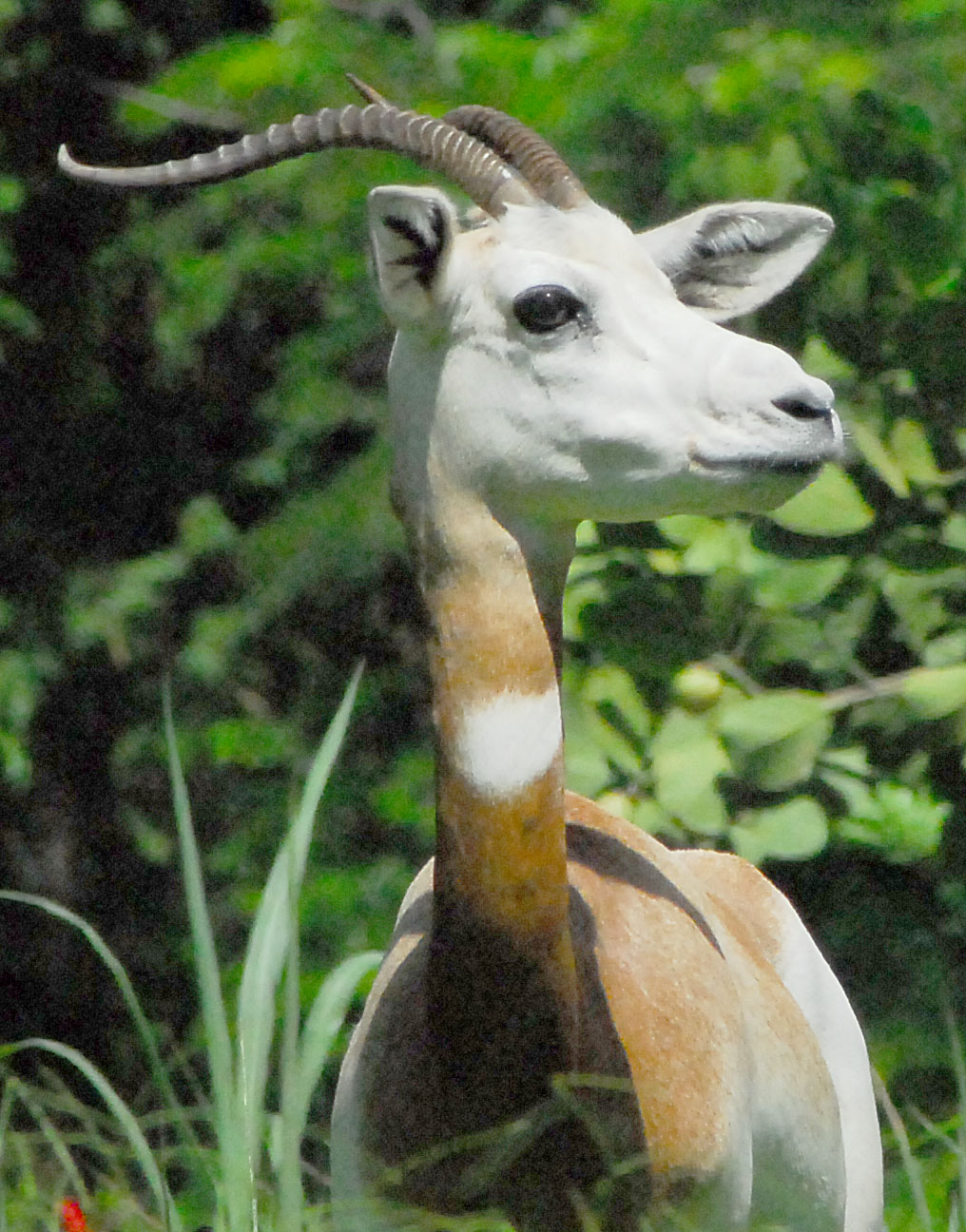
蒼羚
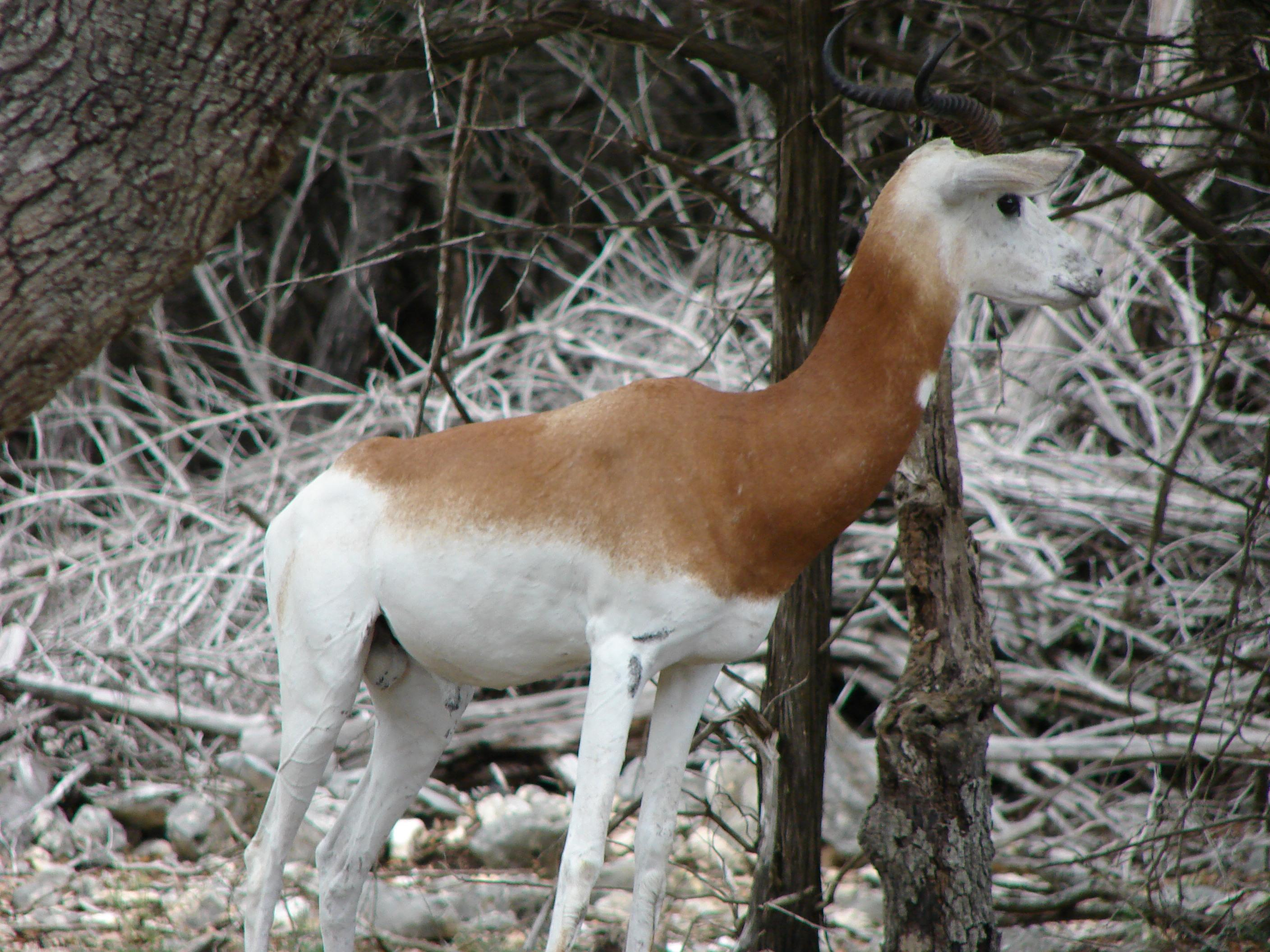
年幼的蒼羚